# Ward Goodenough
Ward Hunt Goodenough (30 de maio de 1919 – 9 de junho de 2013) foi um antropólogo americano, que fez contribuições para estudos de parentesco, antropologia linguística, estudos interculturais e antropologia cognitiva.

## Biografia e grandes obras
Goodenough nasceu em 30 de maio de 1919, em Cambridge, Massachusetts, filho de Helen Miriam (Lewis) e Erwin Ramsdell Goodenough, um estudioso da história da religião, que era estudante de pós-graduação na Harvard Divinity School. Ele era irmão do conhecido físico de estado sólido John B. Goodenough. Quando criança, sua família se mudou entre a Europa e a Alemanha, enquanto seu pai conduzia pesquisas sobre um doutorado. Como resultado, Goodenough desenvolveu um interesse precoce em alemão e idiomas em geral. Ele começou a frequentar a Groton School em 1932. Em 1937, ele começou a estudar na Cornell University. Ele se formou em línguas e literatura escandinavas, mas também foi influenciado pelo psicólogo Leonard S. Cottrell Jr. e pelo antropólogo Lauriston Sharp. Ele ganhou um B.A. em 1940, e decidiu prosseguir estudos de pós-graduação em antropologia. Ele se matriculou na faculdade na Universidade de Yale, mas seus estudos foram interrompidos pela Segunda Guerra Mundial. Durante a guerra, Goodenough trabalhou com Samuel Stouffer na unidade de Pesquisa da Divisão de Informação e Educação do Departamento de Guerra, entre outras posições. Durante esse período, ele desenvolveu experiência em métodos quantitativos de pesquisa, bem como em psicologia social clínica.:6–8
Após a guerra, Goodenough voltou a Yale. Lá, ele foi aluno de George Peter Murdock, que supervisionou sua dissertação. Ele também teve aulas com Bronislaw Malinowski e Ralph Linton. Em 1947, Goodenough passou a fazer parte da equipe de pesquisadores envolvidos na Investigação Coordenada de Antropologia da Micronésia, um projeto de larga escala liderado por Murdock e financiado pelo Escritório de Pesquisa Naval. A tarefa de Murdock foi o estudo do comportamento social e da religião.:3 Ele fez um trabalho de campo na Lagoa Chuuk com Murdock por sete meses em 1947. Esta pesquisa foi projetada para fornecer ao governo americano informações básicas sobre a Micronésia, adquiridas dos japoneses no final da guerra. Também se tornou um momento central na história dos estudos da Micronésia e se tornou o início da etnografia moderna nessa área.
Goodenough completou seu doutorado, intitulado "Uma gramática da interação social" em 1949. Mais tarde, foi reformulado e publicado como Property, Kin e Community on Truk. Marshall e Caughey a descrevem como "a principal publicação resultante do CIMA, um dos clássicos duradouros da etnografia do Pacífico".:9 De 1948 a 1949, Goodenough ocupou uma posição de professor em Antropologia na Universidade de Wisconsin-Madison . Ele se mudou para a Universidade da Pensilvânia em 1949, onde permaneceu até sua aposentadoria em 1989. Em 1951, realizou um trabalho de campo adicional em Kiribati e, em 1954, organizou um grupo de seus alunos de pós-graduação em uma investigação etnográfica colaborativa da Nova Grã-Bretanha, na Papua-Nova Guiné. Isso incluiu antropólogos como Ann Chowning e Charles Valentine e Edith Valentine.:10
Em meados dos anos cinquenta, Goodenough ganhou uma reputação como um importante teórico antropológico. Em artigos como "Análise componente e estudo do significado", ele foi pioneiro em um estudo cientificamente rigoroso da cultura. Mas ele era ativo em outras frentes também. Seu longo volume Cooperação em Mudança: Uma Abordagem Antropológica ao Desenvolvimento da Comunidade (1963) foi uma contribuição importante para a antropologia aplicada, e ele também completou um livro intitulado Cultura, Linguagem e Sociedade (1981). Em 1968, ele foi convidado a dar as palestras de Lewis Henry Morgan, uma das mais altas honras da antropologia americana, que mais tarde foram publicadas como Descrição e Comparação em Antropologia Cultural . Ao longo de sua carreira, Goodenough continuou a produzir trabalhos etnográficos especializados na Micronésia, principalmente um Dicionário Trukese-Inglês (1990) e uma monografia sobre tradições religiosas pré-cristãs em Chuuk, intitulada Under Heaven's Brow (2002).
À medida que amadureceu, Goodenough continuou a ganhar eminência e recebeu honras e prêmios adicionais. Ele serviu como presidente da Sociedade de Antropologia Aplicada em 1963, foi o editor do American Anthropologist (o principal jornal de antropologia americana) de 1966 a 1970, foi eleito membro da seção de Antropologia da Academia Nacional de Ciências em 1971 e foi também o presidente do Instituto de Religião em uma era da ciência em 1987.:11 Ele serviu como chefe de departamento na Penn de 1976 a 1982. Goodenough também ocupou cargos de visita na Cornell University, Swarthmore College, Bryn Mawr College, Universidade do Havaí, University of Wisconsin em Milwaukee, Yale University, Colorado College, Universidade de Rochester e St. Patrick's College na Irlanda.